# Sakurai Yumio
Sakurai Yumio (桜井 由躬雄 (Anh Tỉnh Do Cung Hùng)) (1945 – 2012) là một nhà sử học người Nhật Bản chuyên nghiên cứu lịch sử Đông Nam Á, trong đó nổi bật nhất là các thành tựu nghiên cứu lịch sử Việt Nam.

## Tiểu sử
Sakurai Yumio sinh ngày 31 tháng 1 năm 1945 (năm Chiêu Hòa thứ 20). Ông thuộc lớp thanh niên "thế hệ Việt Nam", từng tham gia vào phong trào phản đối Chiến tranh Việt Nam.
Năm 1967, ông tốt nghiệp chuyên ngành Lịch sử Đông Nam Á, Khoa Xã hội học và Nhân văn, Phân khoa Văn học, Đại học Tokyo.
Năm 1977, ông hoàn thành chương trình Tiến sĩ ở Đại học Tokyo, trở thành trợ giảng bộ môn Lịch sử Đông Nam Á. Năm 1983, trở thành Giáo sư trợ lý (Associate Professor).
Năm 1985, khi là tùy viên văn hóa Đại sứ quán Nhật Bản tại Hà Nội.
Năm 1987, cùng Giáo sư Phan Huy Lê thành lập Trung tâm Nghiên cứu Việt Nam và Giao lưu Văn hoá, Trường Đại học Tổng hợp Hà Nội (nay là Viện Việt Nam học và Khoa học phát triển, Đại học Quốc gia Hà Nội).
Năm 1989, ông bảo vệ thành công công trình Sự hình thành làng Việt Nam (ベトナム村落の形成――村落共有田＝コンディエン制の史的展開). Năm 1990, trở thành Giáo sư trợ lý bộ môn Lịch sử phương Đông, Khoa Xã hội học và Nhân văn, Đại học Tokyo.
Năm 1992, bảo vệ thành công luận án Tiến sĩ nông nghiệp, Đại học Tokyo với công trình Lịch sử khai thác thủy lợi trên đồng bằng sông Hồng (ヴェトナム紅河デルタの開発特性と水田水利の発達過程に関する研究-東南アジア主要河川デルタ開発との比較において).
Năm 1993, ông hợp tác cùng Trung tâm Nghiên cứu Việt Nam và Giao lưu Văn hóa cho Chương trình hợp tác nghiên cứu Bách Cốc.
Năm 1994, Giáo sư.
Năm 2003, nhận bằng Tiến sĩ danh dự Đại học Quốc gia Hà Nội cho công trình Bách Cốc.
Năm 2007, nghỉ hưu. Ông là Hội trưởng Hội Nghiên cứu Việt Nam tại Nhật Bản, Phó Chủ tịch Trung tâm Giao lưu văn hóa Nhật Bản tại Việt Nam.
Ông mất ngày 17 tháng 12 năm 2012, thọ 67 tuổi.
Năm 2013, tro cốt của ông được gửi đến chôn cất tại Việt Nam.

## Tác phẩm

### Cá nhân
1. Sự hình thành làng xã Việt Nam (ベトナム村落の形成――村落共有田＝コンディエン制の史的展開) (Sōbunsha, 1987)
2. Nỗi buồn Hà Nội (ハノイの憂鬱) (Mekon Co., Ltd., 1989)
3. 緑色の野帖――東南アジアの歴史を歩く (Mekon Co., Ltd., 1997)
4. 米に生きる人々――太陽のはげまし、森と水のやさしさ (Shūeisha, 2000)
5. Lịch sử Đông Nam Á (東南アジアの歴史) (Đại học Mở Nhật Bản, 2002)
6. Đông Nam Á tiền hiện đại (前近代の東南アジア) (Đại học Mở Nhật Bản, 2006)

### Viết chung
1. Lịch sử Đông Nam Á cận đại, Tập 3: Việt Nam, Campuchia, Lào (東南アジア現代史（3）ヴェトナム・カンボジア・ラオス; viết chung với Yoshiaki Ishizawa) (Yamakawa Publishing Co., Ltd., 1977)

(Yoneo Ishii) "Phiên bản trực quan" Lịch sử thế giới (12) Sự hình thành thế giới ở Đông Nam Á "(Kōdansha, 1985)
(Yoshiaki Ishizawa, Noboru Kiriyama) "Lịch sử thế giới từ khu vực (4) Đông Nam Á" (Asahi Shimbun, 1993)

### Biên soạn
1. もっと知りたいベトナム』（Kōbundō [ja], 1989/bản 2, 1995)
2. 岩波講座東南アジア史（4）東南アジア近世国家群の展開（Iwanami Shoten, 2001)

### Đồng biên soạn
1. Văn hóa trồng lúa vùng Giang Nam, Trung Quốc (中国江南の稲作文化――その学際的研究; viết chung với Tadayo Watanabe) (NHK Publishing Co., 1984)
2. Lịch sử Đông Nam Á lục địa (1) (東南アジア史（1）大陸部; viết chung với Yoneo Ishii) (Yamakawa Publishing Co., Ltd., 1999)
3. Từ điển Việt Nam (ベトナムの事典; Momogi Shiro chủ biên) (Dohosha, 1999)[6]

### Dịch phẩm
1. George Cœdès, Lịch sử Văn minh Đông Dương (インドシナ文明史) (Misuzu Shobo, 1969)